# Gaby Layoun
Gaby Layoun (ur. w 1964 r.) – libański polityk, ekonomista i inżynier, prawosławny chrześcijanin, członek władz Wolnego Ruchu Patriotycznego. W czerwcu 2011 r. został mianowany ministrem kultury w rządzie Nadżiba Mikatiego.